# Big Mama Thornton in Europe
Albums de Big Mama Thornton
Big Mama Thornton with the Muddy Waters Blues Band
(1966)
Big Mama Thornton in Europe est un album de la chanteuse de blues Big Mama Thornton (Willie Mae Thornton de son vrai nom), enregistré en 1965.

## Historique
En 1965, Big Mama Thornton n'est pas encore très connue aux États-Unis, excepté pour sa version rhythm and blues de Hound Dog en 1953, trois ans avant Elvis Presley.
Cette année-là, celle qui « était sans doute la plus influente des chanteuses de blues authentiques encore actives dans les années 60 » fait partie de la tournée effectuée par la revue de l'American Folk Blues Festival en Europe.
C'est à cette occasion qu'elle enregistre cet album le 20 octobre au Wessex Studio de Londres, avec un groupe de blues improvisé comprenant Buddy Guy à la guitare électrique, Fred Below à la batterie, Eddie Boyd au piano et à l'orgue, Jimmie Lee Robinson à la guitare basse, avec la participation de Big Walter Horton à l'harmonica et de Fred McDowell à la slide guitar sur quelques morceaux,,,. 
Chris Strachwitz, fondateur et président du label Arhoolie, assure la production de l'album, qui sort sur son label.
L'année suivante, Strachwitz enregistrera Big Mama Thornton en studio à San Francisco avec le Muddy Waters Blues Band, et publiera l'album Big Mama Thornton with the Muddy Waters Blues Band.

## Accueil critique
Pour Allmusic, qui salue le « magnifique jeu de slide guitare » de Fred McDowell, cet enregistrement auquel il donne 4,5 étoiles constitue « une parfaite introduction à cette artiste blues audacieuse et innovante ».
Selon David White, cité par Downhomemusic, « en tant que document historique, ce disque est essentiel; en tant qu'aperçu de l'un des grands chanteurs de blues à son sommet, il est irremplaçable et palpitant ».
Pour Paul E. Comeau, « Thornton était en pleine forme » et « ce disque est presque aussi essentiel que ses classiques des années 50 chez Peacock »,.

## Liste des morceaux
Le disque vinyle de 1965 comportait 11 morceaux. La version publiée en CD en 1989 par Arhoolie contient 5 morceaux supplémentaires plus un entretien de Big Mama avec le producteur Chris Strachwitz comme bonus tracks,, ce qui porte la durée de cette réédition à un peu moins de 80 minutes.
Le disque contient deux versions de son grand succès rhythm and blues Hound Dog de 1953 ainsi que trois trois morceaux de country blues qui constituent « trois chansons puissantes accompagnées seulement par le style élégant de Mississippi Fred McDowell à la slide guitar » qui sont les points d'orgue du disque pour Allmusic.
| 1.       | Sweet Little Angel                   |                                                 | 5:30  |
| 2.       | The Place                            |                                                 | 2:35  |
| 3.       | Little Red Rooster                   | Willie Dixon                                    | 4:28  |
| 4.       | Unlucky Girl                         | Champion Jack Dupree / Willie Mae Thornton      | 3:20  |
| 5.       | Hound Dog                            | Jerry Leiber / Mike Stoller                     | 3:00  |
| 6.       | Swing It on Home                     | Willie Mae Thornton                             | 1:51  |
| 7.       | Your Love Is Where It Ought to Be    | Willie Mae Thornton                             | 3:50  |
| 8.       | Session Blues                        | Willie Mae Thornton                             | 4:46  |
| 9.       | Down Home Shake Down                 | Willie Mae Thornton                             | 3:37  |
| 10.      | My Heavy Load                        | Mississippi Fred McDowell / Willie Mae Thornton | 5:49  |
| 11.      | School Boy                           | Mississippi Fred McDowell / Willie Mae Thornton | 4:30  |
| 12.      | I Need Your Love                     |                                                 | 3:19  |
| 13.      | Good Time in London                  | Willie Mae Thornton                             | 4:25  |
| 14.      | Chauffeur Blues                      | Willie Mae Thornton                             | 5:07  |
| 15.      | Swing It on Home                     | Willie Mae Thornton                             | 3:24  |
| 16.      | Hound Dog                            | Jerry Leiber / Mike Stoller                     | 3:11  |
| 17.      | Big Mama Talks with Chris Strachwitz |                                                 | 15:56 |
| 01:18:38 |                                      |                                                 |       |

## Musiciens
- Big Mama Thornton : chant
- Buddy Guy : guitare électrique
- Big Walter Horton : harmonica
- Eddie Boyd : piano
- Jimmie Lee Robinson : guitare basse
- Fred Below : batterie